# Folketingsmedlemmer valgt i 1984
Ved Folketingsvalget i 1984 valgtes 179 medlemmer af Folketinget. De 175 er valgt i Danmark, to på Færøerne og to i Grønland.
Mandaterne blev ved valget fordelt som følger på partierne (senere partiskift og ændringer er ikke vist i tabellen):
| Partibogstav | Partinavn                   | Partileder             | Mandater | +/- |
| ------------ | --------------------------- | ---------------------- | -------- | --- |
| A            | Socialdemokratiet           | Anker Jørgensen        | 56       | -3  |
| B            | Det Radikale Venstre        | Niels Helveg Petersen  | 10       | +1  |
| C            | Det Konservative Folkeparti | Poul Schlüter          | 42       | +16 |
| F            | Socialistisk Folkeparti     | Gert Petersen          | 21       | 0   |
| M            | Centrum-Demokraterne        | Erhard Jakobsen        | 8        | -7  |
| Q            | Kristeligt Folkeparti       | Christian Christensen  | 5        | -1  |
| V            | Venstre                     | Henning Christophersen | 22       | +2  |
| Y            | Venstresocialisterne        | Kollektiv ledelse      | 5        | 0   |
| Z            | Fremskridtspartiet          | Mogens Glistrup        | 6        | -10 |
| Færøerne     |                             |                        |          |     |
|              | Fólkaflokkurin              |                        | 1        |     |
|              | Sambandsflokkurin           |                        | 1        |     |
| Grønland     |                             |                        |          |     |
|              | Atassut                     |                        | 1        |     |
|              | Siumut                      |                        | 1        |     |

## De valgte medlemmer
| Navn                      | Parti                       |
| ------------------------- | --------------------------- |
| Lis Aaltonen              | Det Konservative Folkeparti |
| Asbjørn Agerschou         | Socialistisk Folkeparti     |
| Niels Ahlmann-Ohlsen      | Det Konservative Folkeparti |
| Keld Albrechtsen          | Venstresocialisterne        |
| Carsten Andersen          | Socialistisk Folkeparti     |
| Hanne Andersen            | Socialdemokratiet           |
| Henning Andersen          | Det Konservative Folkeparti |
| Jytte Andersen            | Socialdemokratiet           |
| Svend Andersen            | Socialdemokratiet           |
| John Arentoft             | Fremskridtspartiet          |
| Margrete Auken            | Socialistisk Folkeparti     |
| Svend Auken               | Socialdemokratiet           |
| Børge Bakholt             | Socialdemokratiet           |
| Asger Baunsbak-Jensen     | Det Radikale Venstre        |
| Bernhard Baunsgaard       | Det Radikale Venstre        |
| Dorte Bennedsen           | Socialdemokratiet           |
| Jens Bilgrav-Nielsen      | Det Radikale Venstre        |
| Arne Bjerregaard          | Kristeligt Folkeparti       |
| Ritt Bjerregaard          | Socialdemokratiet           |
| Niels Bollmann            | Centrum-Demokraterne        |
| Óli Breckmann             | Fólkaflokkurin              |
| René Robert Brusvang      | Centrum-Demokraterne        |
| Povl Brøndsted            | Venstre                     |
| Lasse Budtz               | Socialdemokratiet           |
| Hans Peter Baadsgaard     | Socialdemokratiet           |
| Mogens Camre              | Socialdemokratiet           |
| Carl Martin Christensen   | Det Konservative Folkeparti |
| Christian Christensen     | Kristeligt Folkeparti       |
| Frode Nør Christensen     | Centrum-Demokraterne        |
| Ole Vagn Christensen      | Socialdemokratiet           |
| Henning Christophersen    | Venstre                     |
| Bernt Johan Collet        | Det Konservative Folkeparti |
| Knud Damgaard             | Socialdemokratiet           |
| Helle Degn                | Socialdemokratiet           |
| Tommy Dinesen             | Socialistisk Folkeparti     |
| Helge Dohrmann            | Fremskridtspartiet          |
| Lone Dybkjær              | Det Radikale Venstre        |
| Pauli Ellefsen            | Sambandsflokkurin           |
| Uffe Ellemann-Jensen      | Venstre                     |
| Bjørn Elmquist            | Venstre                     |
| Hans Engell               | Det Konservative Folkeparti |
| Knud Enggaard             | Venstre                     |
| Hans E. Erenbjerg         | Socialdemokratiet           |
| Ole Espersen              | Socialdemokratiet           |
| Jørgen Estrup             | Det Radikale Venstre        |
| Alice Faber               | Socialistisk Folkeparti     |
| Viggo Fischer             | Det Konservative Folkeparti |
| Birgit Fogh-Andersen      | Det Konservative Folkeparti |
| Isi Foighel               | Det Konservative Folkeparti |
| Steen Gade                | Socialistisk Folkeparti     |
| Lars P. Gammelgaard       | Det Konservative Folkeparti |
| Annelise Gotfredsen       | Det Konservative Folkeparti |
| Mette Groes               | Socialdemokratiet           |
| Henning Grove             | Det Konservative Folkeparti |
| Lilli Gyldenkilde         | Socialistisk Folkeparti     |
| Hagen Hagensen            | Det Konservative Folkeparti |
| Birthe Hansen             | Socialistisk Folkeparti     |
| Flemming Hansen           | Det Konservative Folkeparti |
| Ivar Hansen               | Venstre                     |
| J. K. Hansen              | Socialdemokratiet           |
| Karen Thurøe Hansen       | Det Konservative Folkeparti |
| Inger Harms               | Socialistisk Folkeparti     |
| Knud Heinesen             | Socialdemokratiet           |
| Svend Heiselberg          | Venstre                     |
| Ole Henriksen             | Socialistisk Folkeparti     |
| Ole Bernt Henriksen       | Det Konservative Folkeparti |
| Leif Hermann              | Socialistisk Folkeparti     |
| Jytte Hilden              | Socialdemokratiet           |
| Karl Hjortnæs             | Socialdemokratiet           |
| Britta Schall Holberg     | Venstre                     |
| Anne Grete Holmsgård      | Venstresocialisterne        |
| Erik Holst                | Socialdemokratiet           |
| Birthe Rønn Hornbech      | Venstre                     |
| Poul Henrik Houe          | Det Konservative Folkeparti |
| Svend Erik Hovmand        | Venstre                     |
| Hans Hækkerup             | Socialdemokratiet           |
| Bertel Haarder            | Venstre                     |
| Kaj Ikast                 | Det Konservative Folkeparti |
| Erhard Jacobsen           | Centrum-Demokraterne        |
| Hanne Jacobsen            | Socialistisk Folkeparti     |
| Mimi Stilling Jakobsen    | Centrum-Demokraterne        |
| Svend Jakobsen            | Socialdemokratiet           |
| Arne Jensen               | Socialdemokratiet           |
| Egon Jensen               | Socialdemokratiet           |
| Erling Jensen             | Socialdemokratiet           |
| Flemming Jensen           | Det Konservative Folkeparti |
| Henning Jensen            | Socialdemokratiet           |
| Jens Peter Jensen         | Venstre                     |
| Karen Højte Jensen        | Det Konservative Folkeparti |
| Ole Vig Jensen            | Det Radikale Venstre        |
| Ove Jensen                | Fremskridtspartiet          |
| Bente Juncker             | Centrum-Demokraterne        |
| Anker Jørgensen           | Socialdemokratiet           |
| Poul Qvist Jørgensen      | Socialdemokratiet           |
| Søren B. Jørgensen        | Socialdemokratiet           |
| Christian Kelm-Hansen     | Socialdemokratiet           |
| Kent Kirk                 | Det Konservative Folkeparti |
| Knud E. Kirkegaard        | Det Konservative Folkeparti |
| Pia Kjærsgaard            | Fremskridtspartiet          |
| J. Risgaard Knudsen       | Socialdemokratiet           |
| Elsebeth Kock-Petersen    | Venstre                     |
| Ingerlise Koefoed         | Socialistisk Folkeparti     |
| Flemming Kofod-Svendsen   | Kristeligt Folkeparti       |
| Niels Anker Kofoed        | Venstre                     |
| Connie Hedegaard Koksbang | Det Konservative Folkeparti |
| Bo Kristensen             | Det Konservative Folkeparti |
| Elisabeth Krog            | Det Konservative Folkeparti |
| Preben Lange              | Siumut                      |
| Tove Lindbo Larsen        | Socialdemokratiet           |
| Hans Larsen-Ledet         | Det Radikale Venstre        |
| Agnete Laustsen           | Det Konservative Folkeparti |
| Jørgen Lenger             | Venstresocialisterne        |
| Jens Peter Lerke          | Socialdemokratiet           |
| Lizzie Lichtenberg        | Det Konservative Folkeparti |
| Paul Lohmann              | Socialdemokratiet           |
| Arne Lund                 | Det Konservative Folkeparti |
| Torben Lund               | Socialdemokratiet           |
| Jes Lunde                 | Socialistisk Folkeparti     |
| Mogens Lykketoft          | Socialdemokratiet           |
| Mette Madsen              | Det Konservative Folkeparti |
| Ole Maisted               | Fremskridtspartiet          |
| Lissa Mathiasen           | Socialdemokratiet           |
| Arne Melchior             | Centrum-Demokraterne        |
| Birgith Mogensen          | Centrum-Demokraterne        |
| Helge Mortensen           | Socialdemokratiet           |
| Eva Møller                | Det Konservative Folkeparti |
| Grethe Fenger Møller      | Det Konservative Folkeparti |
| Helge Adam Møller         | Det Konservative Folkeparti |
| Inge Fischer Møller       | Socialdemokratiet           |
| Kjeld Rahbæk Møller       | Socialistisk Folkeparti     |
| Per Stig Møller           | Det Konservative Folkeparti |
| Bente Mousten Nielsen     | Venstre                     |
| Henning Nielsen           | Socialdemokratiet           |
| Erik Ninn-Hansen          | Det Konservative Folkeparti |
| Ivar Nørgaard             | Socialdemokratiet           |
| Elisabeth Bruun Olesen    | Venstresocialisterne        |
| Kjeld Olesen              | Socialdemokratiet           |
| Aase Olesen               | Det Radikale Venstre        |
| Erling Olsen              | Socialdemokratiet           |
| Ruth Olsen                | Socialistisk Folkeparti     |
| Inger Stilling Pedersen   | Kristeligt Folkeparti       |
| Robert Pedersen           | Socialdemokratiet           |
| Gert Petersen             | Socialistisk Folkeparti     |
| Niels Helveg Petersen     | Det Radikale Venstre        |
| Svend Åge Petersen        | Det Konservative Folkeparti |
| Kaj Poulsen               | Socialdemokratiet           |
| Kristen Poulsgaard        | Fremskridtspartiet          |
| Anders Fogh Rasmussen     | Venstre                     |
| Henning Rasmussen         | Socialdemokratiet           |
| Søren Riishøj             | Socialistisk Folkeparti     |
| Jens Peter Rønholt        | Det Konservative Folkeparti |
| Helge Sander              | Venstre                     |
| Poul Schlüter             | Det Konservative Folkeparti |
| Hanne Severinsen          | Venstre                     |
| Ole Løvig Simonsen        | Socialdemokratiet           |
| Palle Simonsen            | Det Konservative Folkeparti |
| Jens Skrumsager Skau      | Venstre                     |
| Erik B. Smith             | Socialdemokratiet           |
| Jimmy Stahr               | Socialdemokratiet           |
| Ole Stavad                | Socialdemokratiet           |
| Otto Steenholdt           | Atássut                     |
| Jens Steffensen           | Kristeligt Folkeparti       |
| Ib Stetter                | Det Konservative Folkeparti |
| Arne Stinus               | Det Radikale Venstre        |
| Ebba Strange              | Socialistisk Folkeparti     |
| Poul Søgaard              | Socialdemokratiet           |
| Peder Sønderby            | Venstre                     |
| Søren Nørgård Sørensen    | Socialdemokratiet           |
| Bernhardt Tastesen        | Socialdemokratiet           |
| Jens Thoft                | Socialistisk Folkeparti     |
| Jette Thomsen             | Det Konservative Folkeparti |
| Steen Tinning             | Venstresocialisterne        |
| Laurits Tørnæs            | Venstre                     |
| Svend Taanquist           | Socialdemokratiet           |
| Pelle Voigt               | Socialistisk Folkeparti     |
| Bjørn Rømer Westh         | Socialdemokratiet           |
| Knud Østergaard           | Det Konservative Folkeparti |
| Chr. O. Aagaard           | Det Konservative Folkeparti |
| Merete Aarup              | Det Konservative Folkeparti |

## Parti- og personskift i perioden 1984-87

### Partiskift
| Navn                 | Gammelt parti         | Nyt parti                   | Dato               |
| -------------------- | --------------------- | --------------------------- | ------------------ |
| John Arentoft        | Fremskridtspartiet    | Det Konservative Folkeparti | 8. november 1984   |
| Arne Bjerregaard     | Kristeligt Folkeparti | Løsgænger                   | 17. marts 1987     |
| Anne Grete Holmsgård | Venstresocialisterne  | Løsgænger                   | 1. juli 1986       |
| Anne Grete Holmsgård | Løsgænger             | Socialistisk Folkeparti     | 12. september 1986 |
| Jørgen Lenger        | Venstresocialisterne  | Løsgænger                   | 1. juli 1986       |
| Jørgen Lenger        | Løsgænger             | Socialistisk Folkeparti     | 12. september 1986 |
| Ole Maisted          | Fremskridtspartiet    | Frie Demokrater             | 27. april 1984     |
| Ole Maisted          | Frie Demokrater       | Venstre                     | 1. september 1986  |

### Personskift
| Stedfortræder         | Parti                       | Afløst medlem          | Dato               | Begrundelse                          |
| --------------------- | --------------------------- | ---------------------- | ------------------ | ------------------------------------ |
| Dagmar Mørk Jensen    | Det Radikale Venstre        | Asger Baunsbak-Jensen  | 15. marts 1984     | Baunsbak-Jensen nedlagde sit mandat. |
| Poul Erik Korneliusen | Socialdemokratiet           | Inge Fischer Møller    | 7. juni 1984       | Møller afgik ved døden.              |
| Thor Pedersen         | Venstre                     | Henning Christophersen | 1. januar 1985     | Christophersen nedlagde sit mandat.  |
| Søren Hansen          | Socialdemokratiet           | Egon Jensen            | 5. februar 1985    | Jensen afgik ved døden.              |
| Joanna Rønn           | Socialdemokratiet           | Knud Heinesen          | 1. april 1985      | Heinesen nedlagde sit mandat.        |
| Alice Brask           | Det Konservative Folkeparti | Elisabeth Krog         | 20. oktober 1985   | Krog afgik ved døden.                |
| Poul Nielson          | Socialdemokratiet           | Henning Jensen         | 1. januar 1986     | Jensen nedlagde sit mandat.          |
| Kaj Stillinger        | Socialistisk Folkeparti     | Alice Faber            | 1. januar 1986     | Faber nedlagde sit mandat.           |
| Addi Andersen         | Centrum-Demokraterne        | René Brusvang          | 12. september 1986 | Brusvang afgik ved døden.            |